# 相関関数 (場の量子論)
場の量子論において、実空間のn点相関関数は、異なる位置での{\displaystyle n}個の場の演算子の積の平均(期待値)として定義される。
{\displaystyle C_{n}(x_{1},x_{2},\ldots ,x_{n}):=\left\langle \phi (x_{1})\phi (x_{2})\ldots \phi (x_{n})\right\rangle ={\frac {\int D\phi \;e^{-S[\phi ]}\phi (x_{1})\ldots \phi (x_{n})}{\int D\phi \;e^{-S[\phi ]}}}}
時間依存する相関関数では、時間順序積{\displaystyle T}が含まれる。
場の量子論での相関関数はグリーン関数とも呼ばれる。

## 相関関数の性質
場の量子論での相関関数とその性質について以下に示す。
最も単純な実時間についての相関関数は、次のように2つの演算子の積の平均をとったものである。
{\displaystyle S_{AB}(t,t')=\langle A(t)B(t')\rangle }
ここで、場の量子論では粒子の生成・消滅が起こるため、平均{\displaystyle \langle \quad \rangle }としてグランドカノニカル平均を採用する。よってハイゼンベルク描像での演算子{\displaystyle A(t),B(t)}の時間依存性は、ハミルトニアンのみの形{\displaystyle e^{iHt/\hbar }Ae^{-iHt/\hbar }}ではなく、次のように化学ポテンシャルを含んだ形で決定される。
{\displaystyle A(t)=e^{i(H-\mu N)t/\hbar }Ae^{-i(H-\mu N)t/\hbar }}
この相関関数{\displaystyle S_{AB}(t,t')}を具体的に計算してみると、tとt'に独立に依存するのではなく、その差t-t'の関数であることがわかる。よって以下では{\displaystyle S_{AB}(t-t')}と書くことにする。t'=0のときは{\displaystyle S_{AB}(t)}である。このフーリエ変換は、次のように定義される。
{\displaystyle S_{AB}(\omega )=\int _{-\infty }^{\infty }S_{AB}(t)e^{i\omega t}dt}
この相関関数のフーリエ変換は、次のような性質を持つ。
{\displaystyle S_{BA}(\omega )=e^{-\beta \hbar \omega }S_{AB}(\omega )}
{\displaystyle S_{AA^{\dagger }}(\omega )\geqq 0}
{\displaystyle S_{AB}^{*}(\omega )=S_{B^{\dagger }A^{\dagger }}(\omega )}
{\displaystyle \int _{-\infty }^{\infty }|S_{AB}(\omega )|d\omega \leqq \langle AA^{\dagger }\rangle ^{1/2}\langle B^{\dagger }B\rangle ^{1/2}}
{\displaystyle \int _{-\infty }^{\infty }|S_{AB}(\omega )|e^{\beta \hbar \omega }d\omega \leqq \langle A^{\dagger }A\rangle ^{1/2}\langle BB^{\dagger }\rangle ^{1/2}}
このような単純な積の平均で表される相関関数の他に、以下のようなものがよく用いられる。
- 交換子または反交換子の平均：{\displaystyle \langle [A(t)B(t')]_{\pm }\rangle }

先進グリーン関数や遅延グリーン関数で用いられる。
- 時間順序積の平均：{\displaystyle \langle T[A(t)B(t')]\rangle }

温度グリーン関数で用いられる（ただし温度グリーン関数は実時間ではなく虚時間{\displaystyle \tau =it}についてのグリーン関数である）。